# Ethel Mannin
Ethel Edith Mannin, född den 6 oktober 1900, död den 5 december 1984, var en populär brittisk roman- och reseförfattare, politisk aktivist och socialist.

## Biografi
Mannin föddes i London. Hennes far Robert Mannin var medlem i brittiska Socialist League.  
Hon gifte sig två gånger: 1919 med Jean Porteous och 1938 med Reginald Reynolds, en kväkare och antikolonial aktivist som jobbade med Mahatma Gandhi. I sitt första äktenskap fick hon en dotter.
1934–1935 hade hon en kort affär med W. B. Yeats. Senare hade hon också en omskriven affär med Bertrand Russell.

## Politisk aktivism
Många av Mannins cirka 100 verk hade politiska och revolutionära teman, däribland feminism, antikolonialism, anarkism, spanska revolutionen, med mera. 
Mannin var anarkist, och skrev om Emma Goldman i Solidaridad Internacional Antifascista under spanska inbördeskriget. Hon arbetade med antiimperialistiska rörelser och var vän med George Padmore, C.L.R. James och Chris Braithwaite. 
Hon engagerade sig i antifascistiska rörelser som Women's World Committee Against War and Fascism, men motsatte sig andra världskriget.
Mannins bok Bread and Roses: A Utopian Survey and Blue-Print (1944) beskrevs av historikern Robert Graham som en "ekologisk vision i opposition till den rådande och destruktiva industriella samhällsordningen".